# Quellfreies Vektorfeld
Als quellfrei oder quellenfrei wird in der Physik und Potentialtheorie ein Vektorfeld bezeichnet, dessen Feldlinien im betrachteten Gebiet keinen Anfangspunkt besitzen. Quellfrei ist z. B. der Außenraum eines Kraft- oder Schwerefeldes, wenn er keinerlei Massenpunkte oder Ladungen enthält.
In der Natur ist dieser Idealfall kaum gegeben, weil es fast überall – auch im  interplanetaren Raum – restliche Gasmoleküle, Staubteilchen und freie Elektronen gibt. Für die naturwissenschaftliche Praxis und in der Astronomie ist Quellfreiheit hingegen überall dort gegeben, wo die Materie- bzw. Gasdichte unter einigen Teilchen pro cm3 liegt. Für die Laborphysik kann das beste technisch erzeugbare Hochvakuum der Referenzwert sein, der mit einem Restgasdruck von etwa 10−11 Millibar weit darüber liegt.

## Feldlinien und Divergenz
In der Elektrodynamik und Strömungslehre werden quellfreie Räume dadurch charakterisiert, dass im betrachteten Raumabschnitt ebenso viele Feldlinien eintreten wie austreten. Dieses Verhalten der Feldlinien lässt sich mathematisch durch die Divergenz des Vektorfeldes beschreiben.
Die Mathematik nennt den Begriff „quellfrei“ auch divergenzfrei, denn das Fehlen von Quellen ist mit dem Verschwinden der Divergenz gekoppelt: in einem quellfreien Vektorfeld {\displaystyle {\vec {a}}} gilt:
{\displaystyle \operatorname {div} \,{\vec {a}}\,=\,0}
Hierbei steht {\displaystyle \operatorname {div} } für den Divergenz-Operator (siehe auch Nabla-Operator).
Umgekehrt wird das Vorhandensein von Quellen charakterisiert durch {\displaystyle \operatorname {div} \,{\vec {a}}>0} und das Vorhandensein von Senken durch {\displaystyle \operatorname {div} \,{\vec {a}}<0.}

## Interpretation und Beispiele
Physikalisch lässt sich die Divergenz eines Vektorfeldes als Maß für die Quellstärke interpretieren, denn nach dem Satz von Gauß ist das Integral der Divergenz über ein Volumen gleich dem Fluss durch die Oberfläche des Volumens. Dementsprechend bezeichnet man ein Vektorfeld, dessen Divergenz Null ist, als quellfrei, denn hier ist für beliebige geschlossene Flächen der Fluss gleich Null, d. h., netto fließt nicht mehr heraus als herein. Es gibt also im Inneren des Volumens, das von der Fläche umschlossen wird, weder Quellen noch Senken.
Wichtige Beispiele für quellfreie Felder in der Physik sind das  Magnetfeld, genauer: die magnetische Induktion, und die Geschwindigkeitsfelder von inkompressiblen Strömungen, die aufgrund der Kontinuitätsgleichung quellfrei sind.
Für alle zweimal stetig-differenzierbaren Vektorfelder {\displaystyle {\vec {V}}({\vec {r}})} gilt nach dem Satz von Schwarz
{\displaystyle {\mbox{div}}\,({\mbox{rot}}\,{\vec {V}}({\vec {r}}))\,\equiv \,0.}
Somit ist die Rotation eines zweimal stetig differenzierbaren  Vektorfelds immer quellfrei.
(Für ein Vektorfeld {\displaystyle {\vec {V}}({\vec {r}})} ergibt {\displaystyle {\mbox{div}}\,{\vec {V}}} die Quellendichte und {\displaystyle {\mbox{rot}}\,{\vec {V}}} die sog. Wirbeldichte.)
Die Umkehrung gilt unter den Annahmen des Poincaréschen Lemmas:  Ein einmal stetig differenzierbares, überall quellfreies Vektorfeld {\displaystyle {\vec {B}}({\vec {r}}),} wie z. B. das Magnetfeld, also mit {\displaystyle {\mbox{div}}{\vec {B}}({\vec {r}})\equiv 0} für alle {\displaystyle {\vec {r}},}  besitzt überall ein zweimal stetig differenzierbares Vektorpotential {\displaystyle {\vec {A}}({\vec {r}}),} sodass also {\displaystyle {\vec {B}}({\vec {r}})={\mbox{rot}}\,{\vec {A}}({\vec {r}})\ \ (={\vec {\nabla }}\times {\vec {A}}({\vec {r}}))} gilt, wobei {\displaystyle {\vec {A}}({\vec {r}})} zudem aus den Wirbeldichten von {\displaystyle {\vec {B}}({\vec {r}})} durch Integration berechnet werden kann.
Wenn das Feld dagegen wie im elektrischen Fall, also bei {\displaystyle {\vec {E}}({\vec {r}}),} nicht quellfrei, sondern wirbelfrei ist, besitzt es statt des Vektorpotentials {\displaystyle {\vec {A}}({\vec {r}})} ein skalares Potential {\displaystyle \Phi ({\vec {r}}),} aus dem es durch Gradientenbildung abgeleitet werden kann, {\displaystyle {\vec {E}}({\vec {r}})=-{\mbox{grad}}\,\Phi ({\vec {r}})\ \ (=-{\vec {\nabla }}\Phi ({\vec {r}})).} Das skalare Potential kann  aus den Quellendichten von {\displaystyle {\vec {E}}} durch Integration berechnet werden. Die Beweisschritte sind analog wie oben (siehe theoretische Elektrodynamik).